# Neal Broten
Neal LaMoy Broten, född 29 november 1959 i Roseau, Minnesota, är en amerikansk före detta professionell ishockeyspelare som spelade i NHL för Minnesota North Stars, Dallas Stars, New Jersey Devils och Los Angeles Kings. Han vann Stanley Cup med New Jersey Devils säsongen 1994–95. Han var också med och vann OS-guld med USA i Lake Placid 1980, det så kallade "Miracle on Ice".
Neal Broten var förste amerikan att nå 100 poäng under en säsong i NHL. 1985–86 gjorde han 29 mål och 76 assist för totalt 105 poäng på 80 matcher för Minnesota North Stars.
1981 vann han Hobey Baker Award.
Neal Brotens bröder Aaron Broten och Paul Broten spelade också i NHL.

## Statistik

### Klubbkarriär
| 1978–79    | Minnesota Golden Gophers | WCHA       | 40   | 21  | 50  | 71  | 18  | —   | —  | —  | —  | —  |
| 1979–80    | USA                      |            | 55   | 25  | 30  | 55  | 20  | —   | —  | —  | —  | —  |
| 1980–81    | Minnesota Golden Gophers | WCHA       | 36   | 17  | 54  | 71  | 56  | —   | —  | —  | —  | —  |
| 1980–81    | Minnesota North Stars    | NHL        | 3    | 2   | 0   | 2   | 12  | 19  | 1  | 7  | 8  | 9  |
| 1981–82    | Minnesota North Stars    | NHL        | 73   | 38  | 60  | 98  | 42  | 4   | 0  | 2  | 2  | 0  |
| 1982–83    | Minnesota North Stars    | NHL        | 79   | 32  | 45  | 77  | 43  | 9   | 1  | 6  | 7  | 10 |
| 1983–84    | Minnesota North Stars    | NHL        | 76   | 28  | 61  | 89  | 43  | 16  | 5  | 5  | 10 | 4  |
| 1984–85    | Minnesota North Stars    | NHL        | 80   | 19  | 37  | 56  | 39  | 9   | 2  | 5  | 7  | 10 |
| 1985–86    | Minnesota North Stars    | NHL        | 80   | 29  | 76  | 105 | 47  | 5   | 3  | 2  | 5  | 2  |
| 1986–87    | Minnesota North Stars    | NHL        | 46   | 18  | 35  | 53  | 33  | —   | —  | —  | —  | —  |
| 1987–88    | Minnesota North Stars    | NHL        | 54   | 9   | 30  | 39  | 32  | —   | —  | —  | —  | —  |
| 1988–89    | Minnesota North Stars    | NHL        | 68   | 18  | 38  | 56  | 57  | 5   | 2  | 2  | 4  | 4  |
| 1989–90    | Minnesota North Stars    | NHL        | 80   | 23  | 62  | 85  | 45  | 7   | 2  | 2  | 4  | 18 |
| 1990–91    | Minnesota North Stars    | NHL        | 79   | 13  | 56  | 69  | 26  | 23  | 9  | 13 | 22 | 6  |
| 1991–92    | Minnesota North Stars    | NHL        | 76   | 8   | 26  | 34  | 16  | 7   | 1  | 5  | 6  | 2  |
| 1992–93    | Minnesota North Stars    | NHL        | 82   | 12  | 21  | 33  | 22  | —   | —  | —  | —  | —  |
| 1993–94    | Dallas Stars             | NHL        | 79   | 17  | 35  | 52  | 62  | 9   | 2  | 1  | 3  | 6  |
| 1994–95    | Dallas Stars             | NHL        | 17   | 0   | 4   | 4   | 4   | —   | —  | —  | —  | —  |
| 1994–95    | New Jersey Devils        | NHL        | 30   | 8   | 20  | 28  | 20  | 20  | 7  | 12 | 19 | 6  |
| 1995–96    | New Jersey Devils        | NHL        | 55   | 7   | 16  | 23  | 14  | —   | —  | —  | —  | —  |
| 1996–97    | New Jersey Devils        | NHL        | 3    | 0   | 1   | 1   | 0   | —   | —  | —  | —  | —  |
| 1996–97    | Los Angeles Kings        | NHL        | 19   | 0   | 4   | 4   | 0   | —   | —  | —  | —  | —  |
| 1996–97    | Dallas Stars             | NHL        | 20   | 8   | 7   | 15  | 12  | 2   | 0  | 1  | 1  | 0  |
| NHL totalt | NHL totalt               | NHL totalt | 1099 | 289 | 634 | 923 | 569 | 135 | 35 | 63 | 98 | 77 |

### Internationellt
| År            | Lag           | Turnering     |    | Matcher | Mål | Assist | Poäng | Utv |
| ------------- | ------------- | ------------- | -- | ------- | --- | ------ | ----- | --- |
| 1979          | USA           | JVM           | 5  | 2       | 4   | 6      | 10    |     |
| 1980          | USA           | OS            | 7  | 2       | 1   | 3      | 2     |     |
| 1981          | USA           | CC            | 6  | 3       | 2   | 5      | 0     |     |
| 1984          | USA           | CC            | 6  | 3       | 1   | 4      | 4     |     |
| 1990          | USA           | VM            | 8  | 1       | 5   | 6      | 4     |     |
| Senior totalt | Senior totalt | Senior totalt | 27 | 9       | 9   | 18     | 10    |     |